# Jouqueviel
Jouqueviel (okzitanisch: Jocavièlh) ist eine französische Gemeinde mit 100 Einwohnern (Stand: 1. Januar 2022) im Département Tarn in der Region Okzitanien (vor 2016: Midi-Pyrénées). Jouqueviel gehört zum Arrondissement Albi und zum Kanton Carmaux-1 Le Ségala (bis 2015: Kanton Pampelonne). 

## Geographie
Jouqueviel ist die nördlichste Gemeinde des Départements Tarn. Sie liegt etwa 28 Kilometer nördlich von Albi. Der Viaur begrenzt die Gemeinde im Norden. Umgeben wird Jouqueviel von den Nachbargemeinden Lescure-Jaoul im Norden, La Salvetat-Peyralès im Osten, Mirandol-Bourgnounac im Süden und Südosten, Montirat im Süden und Westen sowie Bor-et-Bar im Nordwesten.

## Bevölkerungsentwicklung
| 1962                      | 1968 | 1975 | 1982 | 1990 | 1999 | 2006 | 2013 |
| ------------------------- | ---- | ---- | ---- | ---- | ---- | ---- | ---- |
| 234                       | 192  | 158  | 147  | 119  | 105  | 97   | 102  |
| Quelle: Cassini und INSEE |      |      |      |      |      |      |      |

## Sehenswürdigkeiten
- Kapelle Notre-Dame in Les Infournats

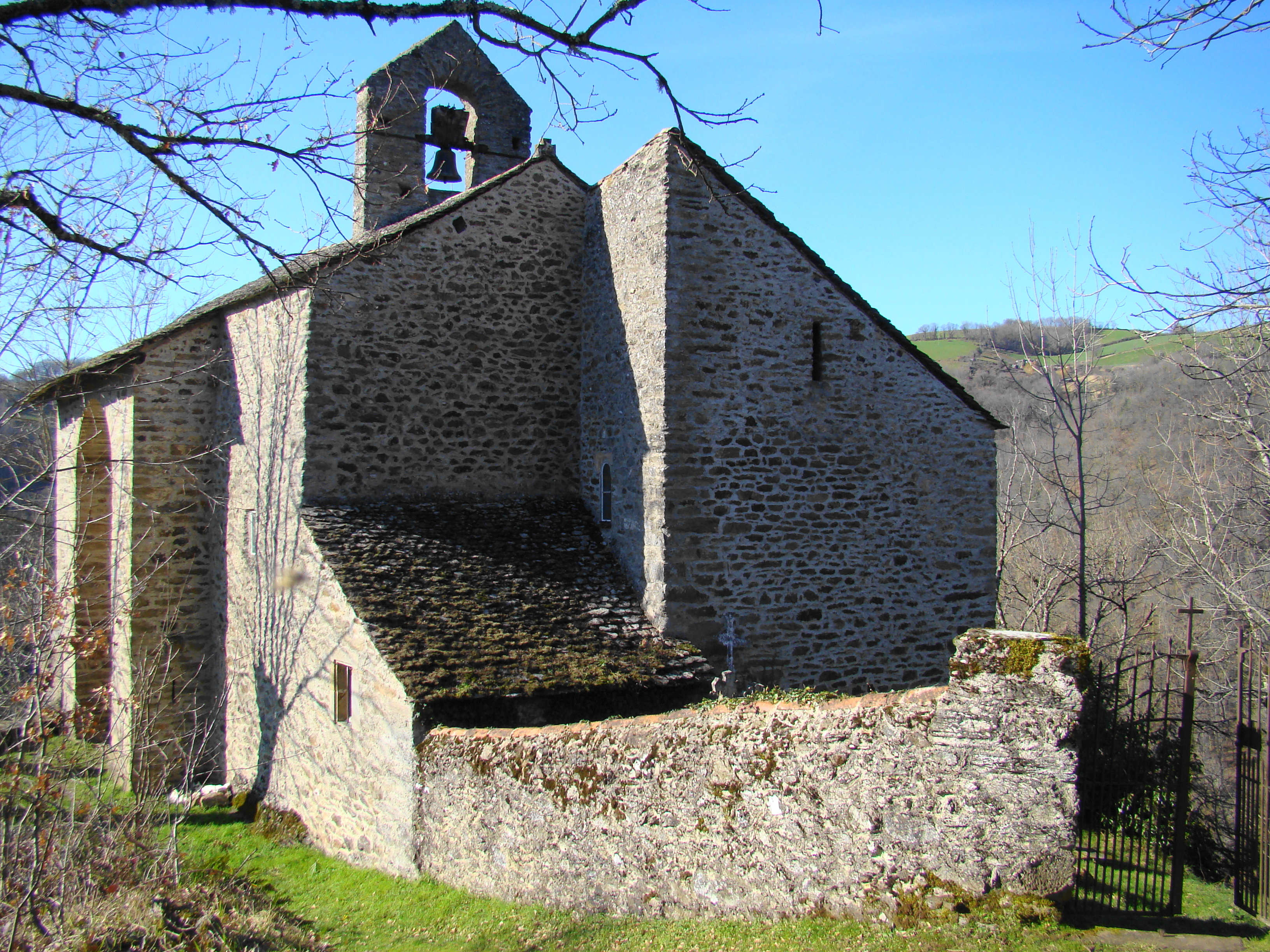
Kapelle Notre-Dame

- Kirche Saint-Martial in Le Tel